# Îmblăciu

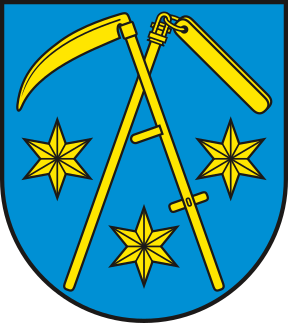
Stema comunei Sandbeiendorf, reprezentând o coasă și un îmblăciu

Îmblăciul este o unealtă agricolă compusă din două bucăți de lemn inegale, de esență tare, legate printr-o îmbinare elastică din piele naturală și sfoară. 

## Utilizare
Este folosită la baterea snopilor de spice (grâu, orz, ovăz, secară), a fasolei și altor produse agricole în scopul separării (dezghiocării) boabelor de spic, păstaie etc. Utilizată pe scară largă în trecut, se mai folosește în prezent în zona de munte unde cerealele (în general orz, ovăz și secară) se cultivă pe suprafețe mici (producția fiind  destinată păsărilor de curte). 

## Mod de folosire
Modul de folosire al acestei unelte ne-a fost descris de un martor ocular din Câmpia Transilvaniei, așa cum aceasta a văzut în curtea propriilor părinți în anul 1930:
„.. După ce au fost aduși snopii de grâu în curte, aceștia au fost desfăcuți din legături, după care tata a dat drumul la vaci și ținându-le de lanț le-a "plimbat" de mai multe ori peste snopii desfăcuți de grâu. După ce grâul a fost bine călcat de copitele vitelor, au venit 4 bărbați și, fiecare cu câte un îmblăciu, au continuat să bată spicele de grâu. În timpul lucrului, mama a luat (adunat) două cupe de grâu  și le-a vânturat, după care le-a dus la râșniță și a obținut o fâină gălbuie. Nu s-a terminat bine lucrul că mama le-a și înmânat celor 4 bărbați și nouă copiilor plăcintă caldă din grâul proaspăt cules.”
Spicele erau lovite cu partea mai scurtă, în timp ce lucrătorul ținea cu ambele mâini partea mai lungă a bățului. Din punct de vedere ergonomic și al dinamicii mișcării forma îmblăciului este perfectă, efectul loviturilor asupra solicitării coloanei vertebrale fiind  mult diminuat de îmbinarea elastică care preia loviturile dese și repetate ale lucrătorului asupra spicelor. Din imagine se observă cum zona de prindere cu mâinile a tijei mai lungi (zona albă de început) pare  "șlefuită" (urmare a folosirii îndelungate), în timp ce partea mai scurtă este puțin strîmbă și mai butucănoasă. Raportul între cele două tije (bețe) din lemn  este, în general, de 2/1, respectiv bățul mai lung are între 1,20 m–1,50 m, iar bățul scurt între 0,6 și 0,75 m, funcție de înălțimea lucrătorului. Din informațiile culese din satul Aruncuta, județul Cluj rezultă că  această unealtă a fost folosită până în preajma colectivizării din 1961. În perioada așa zis socialistă (în special perioada 1950–1958) comuniștii obligau micii proprietari de teren să-și predea la stat aproape toată recolta (așa numitele "cote") , astfel că necesarul "de urgență " era obținut cu îmblăciul. Țăranii tăiau - în general cu secera - pâlcuri din grâul însămânțat și doar parțial copt întrucât nu mai aveau ce să mănânce, iar batoza din sat nu putea fi pusă în funcțiune pentru cantitățile infime (pentru batoză) de grâu secerat, astfel că îmblăciul era singura soluție de recoltare.   
Nu cunoaștem "capacitatea de producție" a acestei unelte istorice, însă este posibil ca aceasta să fie utilizată încă din neolitic, odată cu cultivarea cerealelor și este strâns legată de propria noastră istorie.   

## Galerie de imagini

Îmblăciul pentru recoltat grâu, secară, orz, ovăz - utilizat din neolitic şi pînă în prezent în zona de munte
Îmblăciul - prim plan cu zona de îmbinare (elastică) a celor două tije de lemn (esenţă tare)
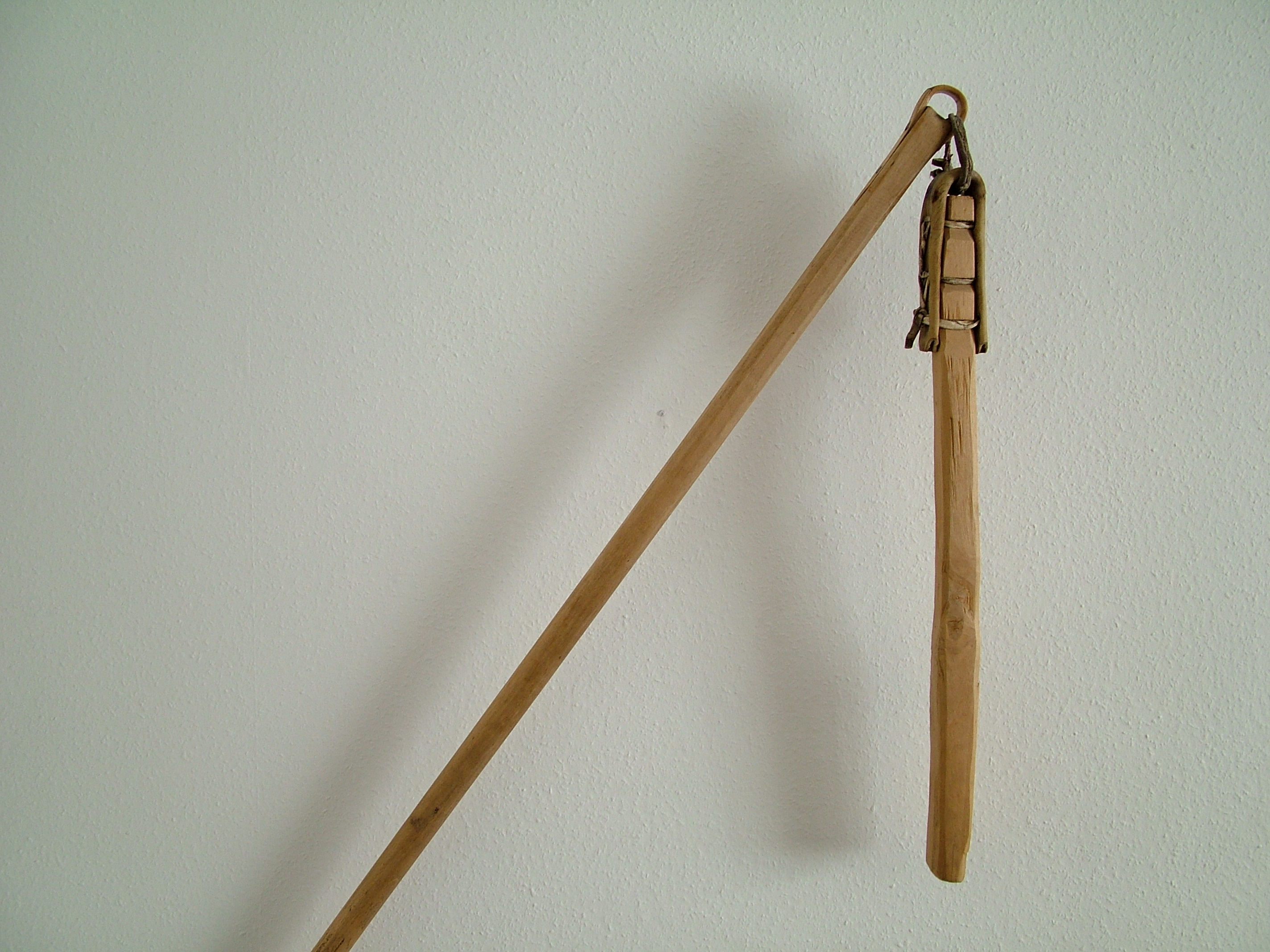
Îmblăciu din Germania